# Bondé (Cameroun)
Bondé ou Bonde est un village de la région du Centre du Cameroun. Bondé est localisé dans l'arrondissement (commune) de Bondjock, département du Nyong-et-Kéllé.

## Population et société
Bondé comptait 515 habitants lors du dernier recensement de 2005. La population est constituée pour l’essentiel de Bassa du clan des Ndog Send,.

## Personnalités liées à Bondé
- Werewere Liking- Gnepo née Eddy Nicole Njok[3].